# Nodocephalosaurus
Nodocephalosaurus („ještěr s hrudkami na hlavě“) byl rod ptakopánvého dinosaura ze skupiny ankylosauridů. Zahrnuje zatím jediný známý druh (N. kirtlandensis), formálně popsaný v roce 1999 americkým paleontologem Robertem Sullivanem.

## Objev a popis
Fosilní materiál tohoto ankylosaurida byl objeven v sedimentech souvrství Kirtland na území údolí San Juan v Novém Mexiku (USA). Geologické stáří těchto vrstev odpovídá geologickému stupni zvanému pozdní kampán (asi před 75 miliony let). Jediný známý druh N. kirtlandensis byl popsán v roce 1999. Protože jde o formu podobnou některým asijským ankylosauridům, je možné, že představuje doklad pro migraci asijských forem do Severní Ameriky v období pozdní křídy. Odhadovaná délka nodocefalosaura činí 4,5 metru, hmotnost 1500 kg.

## Zařazení
Rod Nodocephalosaurus byl zástupcem čeledi Ankylosauridae a podčeledi Ankylosaurinae, podobá se do značné míry asijským rodům Saichania a Tarchia. Anatomicky podobné jsou také severoamerické rody Euoplocephalus a Panoplosaurus.